# Autoridad de la Vivienda de la Ciudad de Nueva York

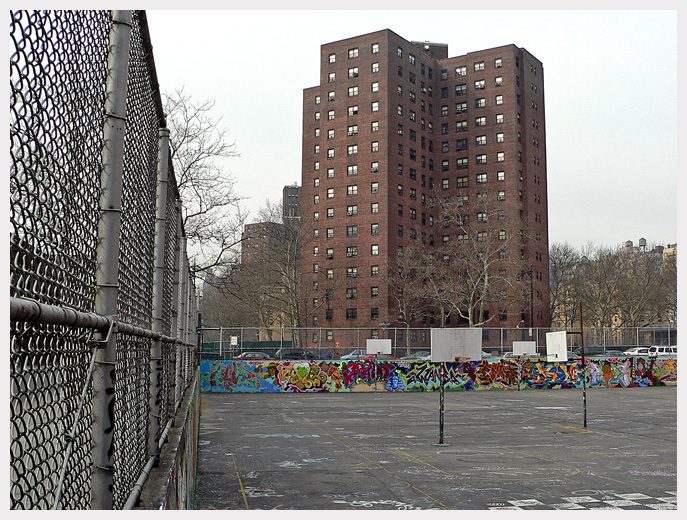
Edificios de apartamentos en Harlem.

La Autoridad de la Vivienda de la Ciudad de Nueva York (por sus siglas en inglés NYCHA), creada por los urbanistas Charles Abrams, provee vivienda pública para residentes de bajos y medios ingresos que viven en los cinco boroughs de la Ciudad de Nueva York. NYCHA también administra a lo largo de toda la ciudad el programa de vivienda la Sección 8 en renta de apartamentos. Muchas de sus instalaciones son conocidas popularmente como "proyectos," o "desarrollos" asociados con crímenes y pobreza. Como medida de seguridad, estas zonas son patrulladas por el Departamento de Policía de Nueva York del Buró de Viviendas, con un total de 5 áreas de servicio policial que patrullan cada borough excepto Staten Island ya que tiene otro comando de oficina de vivienda conocido como "SIHU" o Staten Island Housing Unit.

## Historia
El NYCHA fue creado en 1934. A finales de 1935, el NYCHA dedicó su primer desarrollo, como First Houses (primeras casas), localizadas en el Lower East Side de Manhattan. La Autoridad se unió con Robert Moses después de la Segunda Guerra Mundial como parte del plan de Moses para limpiar y rehacer las viviendas antiguas para modernizar la Ciudad de Nueva York.  La mayoría de los desarrollos del NYCHA fueron construidos entre 1945 y 1965. A diferencia de otras ciudades, la Ciudad de Nueva York depende de los fondos estatales para construir viviendas públicas, en vez de los fondos del gobierno federal. La mayoría de esos desarrollos de posguerra tienen más de 1000 mil unidades de apartamentos y fueron construidos al estilo modernista , tower-in-the-park, muy popular en esa época. 
La Autoridad (PHA) es el organismo de viviendas públicas más grande de América del Norte y a pesar de sus problemas, es considerada como el mejor organismo de viviendas en los Estados Unidos. La mayoría de las ciudades que han demolido la mayoría de sus edificios de viviendas públicas han sido; Chicago, San Luis, Baltimore, etc. mientras que los de Nueva York continúan aún ocupados por personas de bajos recursos. El Programa Convencional de Vivienda Pública del NYCHA tiene alrededor de 181.581 apartamentos (al 20 de julio de 2005) en 345 desarrollos a lo largo de la ciudad. 
NYCHA tiene aproximadamente 13,000 empleados sirviendo a 175.116 familias y aproximadamente a 417.328 residentes autorizados. Basado en el censo de 2000, Las viviendas públicas del NYCHA representan alrededor del 8.6% de los apartamentos en renta y es hogar del 5,2% de la población de la ciudad. Los residentes del NYCHA y los que están en el programa de la Sección 8 forman el 12,7% de los apartamentos en renta de la ciudad.